# Willie Julian Usery

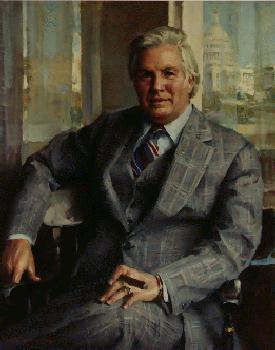
Willie Julian Usery

William Julian „Willie“ Usery Jr. (* 21. Dezember 1923 in Hardwick, Baldwin County, Georgia; † 10. Dezember 2016 in Greensboro, Greene County, Georgia) war ein US-amerikanischer Politiker.

## Biografie
Nach dem Besuch der Midway High School in Hardwick studierte Usery am Georgia Military College in Milledgeville. Während des Zweiten Weltkrieges leistete er von 1943 bis 1946 seinen Militärdienst bei der US Naval Reserve. Im Anschluss absolvierte er ein Studium an der Mercer University in Macon.
Usery, der auch Mitglied des Gewerkschaftsbundes AFL-CIO war, wurde 1969 als Assistent des Arbeitsministers (Assistant Labor Secretary) für die Beziehungen zu den Gewerkschaften in die Regierung von US-Präsident Richard Nixon berufen und gehörte dieser bis 1973 an. Im Anschluss wurde er Direktor des Bundesdienstes für Vermittlung und Schlichtung (Federal Mediation and Conciliation Service), einer unabhängigen Regierungsbehörde, die weltweit zwischen Industrieunternehmen, Gesellschaften und Regierungen vermittelt.
Am 10. Februar 1976 berief ihn Präsident Gerald Ford als Arbeitsminister in sein Kabinett, dem er bis zum Ende von Fords Amtszeit am 20. Januar 1977 angehörte. Nach seinem Ausscheiden aus der Regierung wechselte er in die Privatwirtschaft und ist seit 1978 Präsident der Firma Bill Usery Associates, Inc. sowie 2000 auch Vorstandsmitglied der AirTran Holdings.